# Beautiful People (film)
Pour les articles homonymes, voir Beautiful People.
Pour plus de détails, voir Fiche technique et Distribution.
Beautiful People est un film britannique réalisé par Jasmin Dizdar, sorti en 1999. Le film remporte le prix Un certain regard au Festival de Cannes 1999.

## Fiche technique
- Titre français : Beautiful People
- Réalisation : Jasmin Dizdar
- Scénario : Jasmin Dizdar
- Photographie : Barry Ackroyd
- Montage : Justin Krish
- Direction artistique : Cristina Casali et	Mark Digby
- Costumes : Louise Page
- Société de distribution en France : MK2
- Pays de production :  Royaume-Uni
- Genre : Comédie dramatique, guerre
- Durée : 107 minutes
- Dates de sortie : 
  - France : 18 mai 1999 (Festival de Cannes) / 25 août 1999 (sortie nationale)
  - République tchèque : 3 juillet 1999 (Festival international du film de Karlovy Vary)
  - Canada : 16 septembre 1999 (Festival international du film de Toronto)
  - Royaume-Uni : 17 septembre 1999

## Distribution
- Rosalind Ayres : Nora Thornton
- Julian Firth (en) : Edward Thornton
- Charles Kay : George Thornton
- Charlotte Coleman : Portia Thornton
- Edward Jewesbury : Joseph Thornton
- Nicholas Farrell : Dr. Mouldy
- Danny Nussbaum : Griffin Midge
- Heather Tobias : Felicity Midge
- Roger Sloman : Roger Midge
- Steve Sweeney : Jim
- Jay Simpson : Bigsy
- Linda Bassett : une bonne sœur
- Bobby Williams : Tim Mouldy